# Баррель (американский нефтяной)

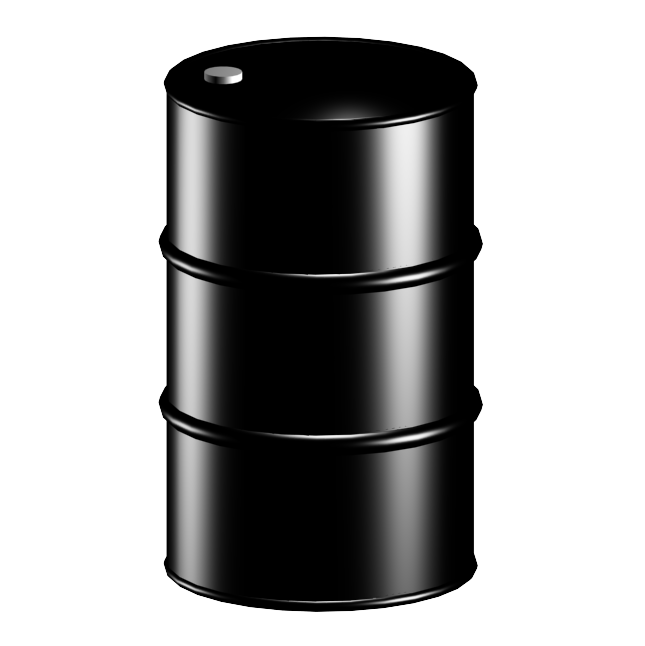
Графическая иллюстрация нефтяного барреля

Америка́нский нефтяно́й ба́ррель — единица измерения объёма нефти, равная 42 галлонам или 158,987 литра. Баррель для измерения прочих жидкостей в Америке вмещает только 31,5 галлона.
На мировом рынке нефти (в отличие от внутрироссийского, где нефть продаётся тоннами) баррель используется в качестве основной единицы измерения, и цена на основные мировые марки нефти устанавливается в долларах за баррель.

## История
Объем в 42 галлона был согласован в качестве стандартного нефтяного барреля (бочки) как стандартной тары для поставок нефти потребителям в августе 1866 года группой нефтепромышленников в Пенсильвании. К этому времени деревянная бочка в 42 галлона стала в Пенсильвании стандартной емкостью для перевозки рыбы, патоки, мыла, вина, масла, китового жира и других товаров. Бочки емкостью в 42 галлона при заполнении их нефтью имели как раз такой вес, который мог поднять один человек. В 1872 году американская Ассоциация производителей нефти утвердила бочку емкостью в 42 галлона в качестве стандартной.

## Перевод в другие единицы измерения
Переводить баррели в тонны приходится часто, и здесь в дело вступает такой фактор, как плотность нефти, которая для основных сортов нефти России, например, колеблется в широких пределах — от 820 до 905,5 кг/м³. Соответственно меняется и масса каждого барреля. Коэффициент перевода из метрических тонн в баррели для российской нефти марки Urals, основной марки российской нефти, отгружаемой на экспорт, составляет 7,28 барр./т. Аналогичный коэффициент для легкой нефти марки Brent (Великобритания), со скидкой к которой продаётся Urals на мировом рынке, составляет 7,59 барр./т.
Можно использовать соотношения:
- 1 баррель (американский, нефтяной) = 42 галлона ≈ 158,987 литров = 0,158987 м³
- 1 баррель (американский, нефтяной) ≈ 0,1364 тонн нефти (в среднем по США, более точно зависит от марки нефти и температуры/плотности) = 136,4 кг нефти.

Российские марки нефти имеют другое соотношение:
- «Уральская» (Urals) — 1 баррель ≈ 0,1373 тонн нефти или 7,28 барр./т (в среднем, а в целом — в диапазонах от 0,1364 до 0,1381 тонн в 1 барреле или от 7,329 до 7,240 барр./т).
- «Сибирская лёгкая» (Siberian Light) — 1 баррель ≈ от 0,1340 до 0,1348 тонн нефти (или от 7,463 до 7,418 барр./т).